# 4764 Joneberhart
4764 Joneberhart este un asteroid din centura principală, descoperit pe 11 februarie 1983 de Edward Bowell.